# 弗朗索瓦-勒内·德·夏多布里昂
弗朗索瓦-勒内·德·夏多布里昂（François-René de Chateaubriand，法語發音：[fʁɑ̃swa ʁəne də ʃɑtobʁijɑ̃]；1768年9月4日—1848年7月4日）是法国18至19世纪的作家，政治家，外交家，法兰西学术院院士。出生于法国布列塔尼伊勒-维莱讷省的圣马洛市。拿破仑时期曾任驻罗马使馆秘书，波旁王朝复辟后成为贵族院议员，先后担任驻瑞典和德国的外交官，及驻英国大使，并于1823年出任外交大臣。著有小说《阿达拉》、《勒内》、《基督教真谛》，长篇自传《墓畔回忆录》等，是法国早期浪漫主义的代表作家。

## 生平

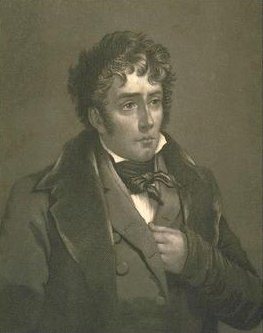
弗朗索瓦-勒内·德·夏多布里昂

### 贡堡的童年
弗朗索瓦-勒内·德·夏多布里昂子爵出生于圣马洛一个古老的没落贵族家庭。父亲曾是船长。幼年时与父母分开，3岁时，父亲在布列塔尼购回家族曾经的领地孔堡城堡，夏多布里昂便在这里度过剩余的童年时光。夏多布里昂的父亲性情阴郁，沉默寡言，因此夏多布里昂的童年是在一种压抑和沉闷的气氛中度过的。他和他的姐姐吕西儿的关系很好。

### 到美洲旅行
夏多布里昂在布列塔尼地区多勒和雷恩的学校中修完中学学业。之后到布雷斯特海军学校考试，但未被录取，之後就又回到孔堡到迪南的中学继续进修。1784年到1786年间，夏多布里昂出于谵妄状态，痴情于自己虚构的“文学的女精灵”。他曾经在成为海军军官和神父之间犹豫，甚至想去印度(被父亲阻止)，但最后还是选择了从军。1786年，他父亲去世，同年，他在纳瓦拉团得到了一个少尉的职务，不到两年便晋升为上尉。1787年，他遵从哥哥的意愿来到巴黎，被引荐入宫廷，并当上路易十六的狩猎侍从，但他对此并不热心。但在巴黎的沙龙里，他见到了当时文学界出名的人物。不久法国大革命开始。夏多布里昂一开始对革命持同情的态度，但当巴黎的暴动越来越严重时，他决定远离法国，到美洲旅行。他花了一年在北美南部的丛林中历险，和当地人生活在一起。这次旅行为他后来的创作提供了丰富的素材，他的诗歌《纳切兹》（《Les Natchez》）也在此期间初步成型。

### 流亡时期
1792年，夏多布里昂回到巴黎，在家庭方面的压力下，他娶了一位他从未谋面的同样来自圣马洛的一个小贵族家庭的少女塞莱丝特·比松·德拉维涅为妻。夏多布里昂与塞莱丝特之间关系并不密切，数度与其他女子发生风流韵事，但塞莱丝特始终对他保持忠诚，两人一直没有离婚，一同度过晚年。接着，夏多布里昂到科布伦茨参加了由保皇党流亡者组成的军队。为此，塞莱丝特以“流亡保皇党人的妻子”的罪名被逮捕，关押在雷恩，直到热月9日才被释放。在蒂永维尔围城战（法兰西革命军和保皇党军队的一场遭遇战）中，夏多布里昂负伤，被送到泽西岛疗养，他的行伍生涯到此结束。
此后从1793年起，夏多布里昂一直生活在伦敦，与居住在布列塔尼的塞莱丝特隔绝音信。因为生活窘迫，他开始靠给人上法语课和为书商翻译作品为生。1797年，他出版了《革命论》。在这本书中，夏多布里昂阐述了他对政治和宗教的见解。这些理念与他以后的实践并不一致，但展现了他作为作家的才能。

### 回到巴黎
1798年和1799年，夏多布里昂的母亲和姐姐朱莉先后去世，这使得夏多布里昂重新燃起对宗教的热诚。1800年5月，由于执政府对流亡保皇党人的大赦，夏多布里昂得以回到法国。他担任了杂志《风雅信使》（Mercure de France）的编辑。在这本杂志上，1801年，他发表了小说《阿达拉》（Atala），大受欢迎。不久他又发表了《勒内》（René），这是一部带有忧郁色彩的幻想式的作品，成为后来浪漫主义的榜样。1802年4月14日，他的抒情散文集《基督教真谛》发表，《阿达拉》与《勒内》是其一部分。这本书发表在拿破仑与教宗签订“政教协议”之际，符合拿破仑复兴天主教的意图，抓住了法国人民在大革命动乱之后希望恢复宗教的社会心理。1803年，拿破仑派夏多布里昂以大使秘书的身份随红衣主教约瑟夫·费施到罗马。不久两人发生争执，夏多布里昂被改派到瑞士的瓦莱州。1804年，他听到了昂吉安公爵路易·安托萬被处死的消息。这使得他立刻辞去了职务，并公开反对拿破仑。

### 东方之旅
辞职后的夏多布里昂重新投入文学创作，他打算写一部基督教兴起时期的史诗(即《殉道者》)。为此，1806年，夏多布里昂游历了希腊、小亚细亚、巴勒斯坦、埃及和西班牙。1811年，《巴黎到耶路撒冷纪行》发表。他在西班牙的见闻也促成了他的第三部小说：1826年出版的《最后的阿文塞拉赫斯族人历险记》。回到巴黎之后，他发表了一篇尖锐的对拿破仑的批评，将后者比作古罗马皇帝尼禄，并预言记录他的暴行的新的“塔西佗”必将出现。拿破仑立刻将他驱出了巴黎。

### 狼谷
遭驱逐的夏多布里昂开始在巴黎西郊的一处他称为“狼谷”（Vallée-aux-Loups）的地方和塞莱丝特一起隐居。在狼谷，他完成了散文体史诗《殉道者》，1809年发表。同时，他开始着手编写自己的回忆录。
1811年，夏多布里昂当选法兰西学术院院士。但他在就职演说中强烈批评大革命中的某些暴行，结果被禁止坐上交椅，直到王朝复辟之后才正式入选。

### 辉煌时期
1814年，波旁王朝复辟。夏多布里昂对此十分欢迎。百日王朝期间，夏多布里昂随路易十八出逃至根特，这使得他担任了路易十八的内务大臣一职。拿破仑下台后，他成为贵族院议员、内阁部长。然而不久后他发表的对路易十八的批评使他失宠，只得转投极端保皇党，支持未来的查理十世。
1820年，贝里公爵的谋杀案使夏多布里昂再次站到了朝廷一边。同年，他出任法国驻柏林公使。1822年，他出任法国驻大不列颠大使，接着，又任维罗纳会议的全权代表，并不顾英国的反对，决定镇压西班牙革命。回国后，他就任外交大臣。镇压西班牙革命取得了成功，但由于与内阁部长约瑟夫·德·维莱勒不和，他在1824年被解职。

### 自由主义的反对派
下台后的夏多布里昂又一次站到了朝廷的反面，但这一次是作为自由主义者。他在巴黎议会和辩论报上猛烈抨击约瑟夫·德·维莱勒。这个时期的他以捍卫报章自由和希腊独立的形象而大受欢迎。德·维莱勒下台后，他被查理十世指派为罗马大使，但在波利尼亚克亲王任首相后，夏多布里昂又一次辞职。他的政治生涯从此结束。

### 退出政治
1830年的法国七月革命后，对君主制不再抱有幻想的夏多布里昂拒绝对路易·菲利普效忠，退出了政治界。之后的他重新开始文学创作，偶尔对新政权发表一点尖刻的评论。夏多布里昂的晚年是在完全隐居的状态下度过的，塞莱丝特一直陪伴着他。1831年他发表了《历史研究》，想说明基督教对社会的改革作用。1833年他发表的《对贝里公爵夫人的监禁的回忆录》使他被告上法庭，尽管最后被宣告无罪。
夏多布里昂从1811年起就准备开始写自己一生的回忆录，直到去世前不久，他仍在继续这项工作。他把这本自传性的巨著题名为《墓畔回忆录》（或译《墓外回忆录》，法文：Mémoires d'outre-tombe，直译为“坟墓外的回忆”）。《墓畔回忆录》不仅描述了夏多布里昂坎坷多舛的一生，也记录了他所处的变化巨大的时代，记录了他对这个时代各个事件和人物的评价，对于当时文学的看法。这本回忆录原计划在他死后出版，但是一直纠缠着夏多布里昂的贫困使他不得不提早出卖版权。
1848年，塞莱丝特去世18个月后，夏多布里昂在巴黎去世。他的遗体按他的遗愿，葬于圣马洛港口的格朗贝岛上的墓地。

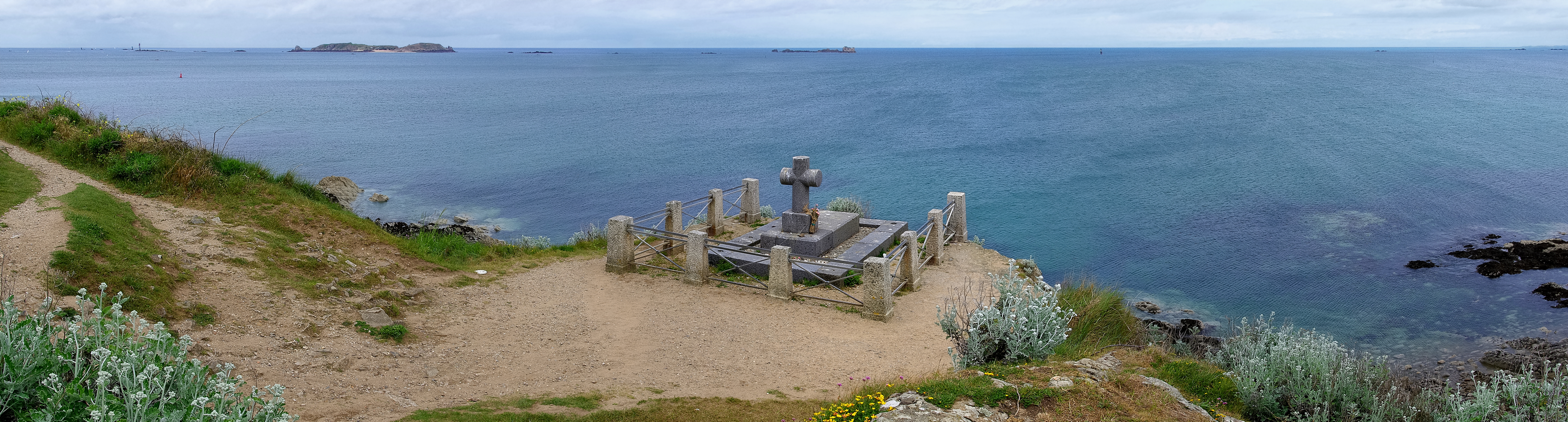
夏多布里昂的墓地

## 影响
夏多布里昂可以说是浪漫主义文学的奠基人。他对大自然的描写和对自身情感的抒发成为了一代浪漫主义作家的榜样。他首创的“情感浪潮”的写作方法成为了浪漫主义作家常用的滥觞。他的思想和政治行动多有矛盾，一方面推崇王政主义，一方面又崇尚自由，就连他自己也感到困惑。

## 有关语录
- 维克多·雨果在少年时曾发誓：“要么成为夏多布里昂，要么一无所成！”（« Je veux être Chateaubriand ou rien ! »）。

## 作品
- 《阿达拉》（1801)
- 《勒内》（1802)
- 《殉道者》（1809)

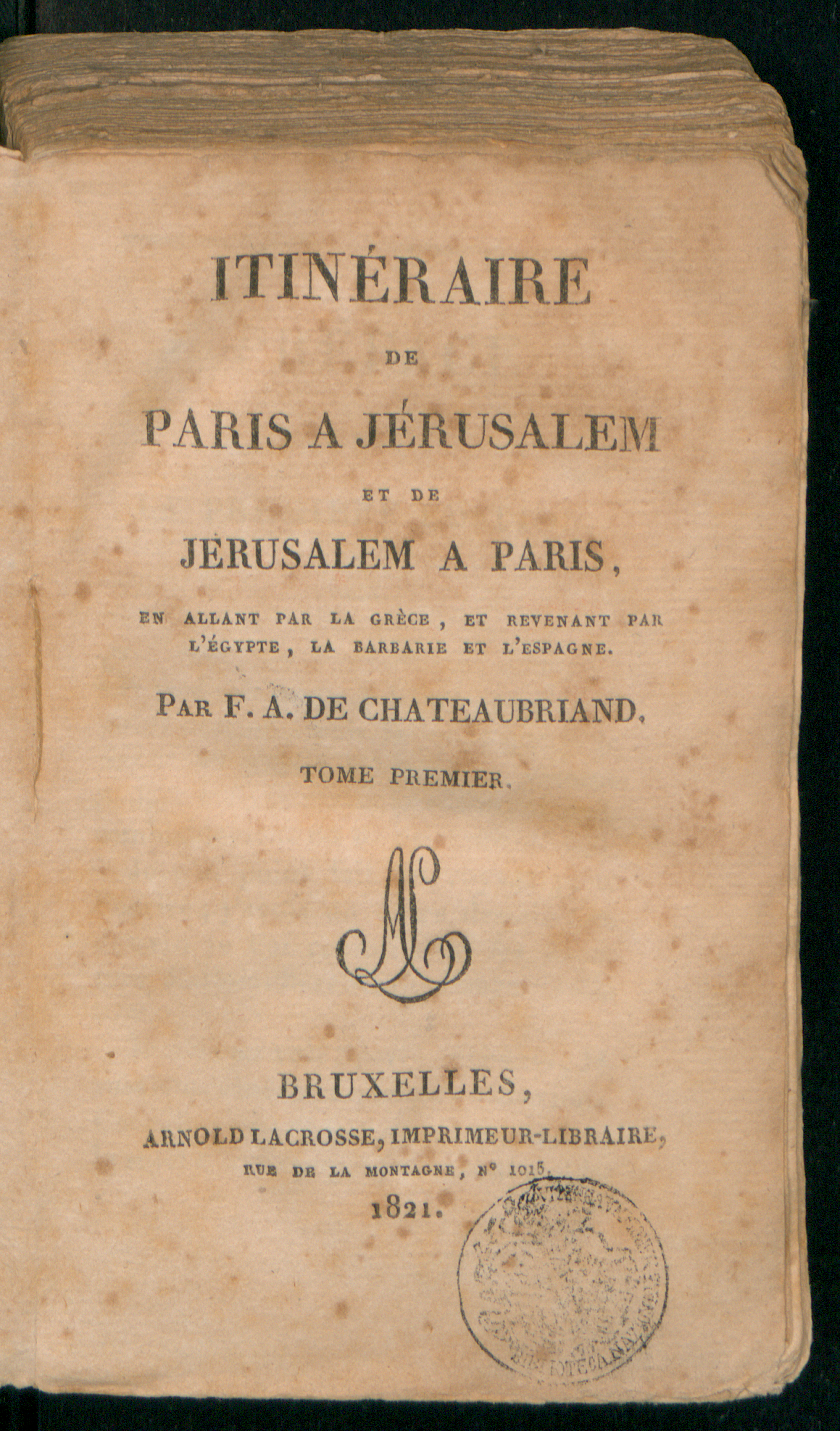
巴黎到耶路撒冷纪，1821年

- 《最后的阿文塞拉赫斯族人历险记（法语：Les Aventures du dernier Abencerage）》（1826）
- 《基督教真谛》（1802）
- 《巴黎到耶路撒冷纪行》（1811）
- 《波拿巴和波旁》（1814）
- 《纳切兹》（1826）
- 《美洲与意大利游记》（1827）
- 《朗塞的一生（法语：Vie de Rancé）》（1844）
- 《墓畔回忆录》（1848-1850）

## 相关研究
- 胡新宇 两重世界的摆渡者——解读夏多布里昂的《墓外回忆录》( Passeur entre deux mondes-analyse de “Mémoire d'outre-tombe” de Chateaubriand ), 《法国研究》 Studies Francaises
- 钱培鑫 从《阿达拉》看夏多布里昂的写景艺术（la description paysagiste dans Atala de Chateaubriand） 《法国研究》 Studies Francaises